# 비단털쥐
비단털쥐(Tscherskia triton)는 중국과 한국 그리고 러시아 일대에 분포하는 햄스터의 종류중 하나이다. 비단털쥐속(Tscherskia)의 유일종이다. 꼬리가 긴 것이 특징이다.

## 같이 보기
- 비단털등줄쥐
- 비단털들쥐